# Diasporus citrinobapheus
Diasporus citrinobapheus é uma espécie de anfíbio anuro da família Eleutherodactylidae. Está presente no Panamá. A UICN classificou-a como deficiente de dados.